# Periakt

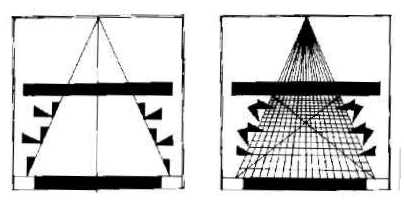
Použití periaktů v divadle 17. století (Zdroj:J. Furttenbach: Architectura recreationis)

Periakt (plurál Periakty, z řec. periaktoi, sing. periaktos, točna) je zařízení používané pro rychlou změnu divadelní scény. Poprvé byly periakty zmíněny ve spisu De architectura (c. 14 př. n. l.) římského architekta Vitruvia, ale mnohem intenzivnějšího užití se dočkaly za renesance, kdy se na jejich tvorbě podíleli významní divadelní designéři, jako je například Nicola Sabbatini (1574-1654).
Periakt se skládá z otočného pevného rovnoramenného trojúhelného hranolu vyrobeného ze dřeva. Na každé z jeho tří stran je namalovaná jiné scéna a tím, že se periakt pootočí, scéna se směrem k publiku velmi rychle změní. Lze samozřejmě použít i jiné polygony jako jsou kostky, ale trojúhelníkové hranoly nabízejí nejlepší kombinací jednoduchosti, rychlosti a počtu scén. Sérií periaktů umístěných za sebou podél stran v hloubce jeviště lze vytvořit iluzi delší scény s využitím perspektivy. Rychlé změny scény se v renesančním divadle dosahovalo důmyslným propojením periaktů řetězy přes ozubené kolo.
Podobný koncept se používá u některých moderních billboardů, které se skládají z řady trojúhelníkových hranolů uspořádaných tak, že mohou být otočeny současně a zobrazit tak tři samostatné ploché plochy v určitém intervalu.
Rané filmové umění využívalo pro animaci opakujícího se pohybu mechanických zařízení (jako byl např. praxinoskop), které byly také založeny na rychle rotujících pevných polygonech.